# M-1グランプリ2021
『M-1グランプリ2021』（エムワングランプリ2021）は、吉本興業・朝日放送テレビ（ABCテレビ）主催の漫才コンクール「M-1グランプリ」の第17回大会。2021年12月19日に決勝戦が開催され、ABCテレビ・テレビ朝日系列にて生放送された。大会スローガンは「人生、変えてくれ。」。優勝者は錦鯉。

## 概要
前年から引き続き、入場前の手指消毒、検温、観覧客のマスク着用など、新型コロナウイルス感染症への慎重な対策を行ったうえで開催された。タイトルロゴの「2021」部分は、「コロナ禍から前に進もう」という意味を込めて赤系の配色となった。
総エントリー数は再エントリーを含め6017組で、前年度からの増加幅は第5回（2005年）を上回り過去最大となった。
プレミアムスポンサーはCygames、サントリー、日清食品が続投した一方で、第11回（2015年）から6年間協賛してきたファミリーマートが外れ、代わりにセブン-イレブンが加わった。

## 大会の流れ

### 予選
エントリー受付は7月3日から8月31日まで。今大会では「1回戦から有観客」「3回戦あり」の形式に戻り、1回戦は8月1日から10月5日にかけて全国各地で開催され、その後は東京、大阪・京都の2地区に分けて、10月8日 - 20日に2回戦、10月25日 - 11月2日に3回戦、11月10日 - 17日に準々決勝が行われた。
エントリーした6017組中、294組が3回戦、127組が準々決勝に進出。ベストアマチュア賞は「軍艦」が受賞。NSC在学中の3回戦突破は、2015年の大会復活後では初めてであった。
今大会から公式YouTubeチャンネルで3回戦の全ネタが配信されるようになった。前年のおいでやすこがの準優勝の影響から即席ユニットへの注目が高まり、三日月ヶ浜（三日月マンハッタン・浜村凡平太）、人人（しゃもじ・与座よしあき、読みは「ちゅちゅ」）、ヒコロヒーとみなみかわ（ヒコロヒー・みなみかわ）、ぶるファー吉岡（紺野ぶるま・ルシファー吉岡）などが躍進を見せた。準々決勝ではラパルフェが『M-1』の制度そのものをネタにした漫才を披露し、話題を呼んだ。
準決勝は12月2日に行われ、ワイルドカード枠の滝音を含む26組が出場した。準決勝初進出はヨネダ2000、真空ジェシカ、男性ブランコ、もも、ヘンダーソン、モグライダーの6組。審査の結果、オズワルドとインディアンスが3年連続、錦鯉が2年連続、ゆにばーすが3年ぶり3回目、もも、真空ジェシカ、モグライダー、ランジャタイ、ロングコートダディが初の決勝進出を果たした。

### 敗者復活戦（大会の流れ）
12月19日、決勝戦直前の14時55分より六本木ヒルズアリーナにて開催。視聴者投票により、準決勝敗退者から1組のみ勝ち上がることができる。ワイルドカード枠を除く16組に出場資格が与えられ、出番順は抽選会で鰻和弘（銀シャリ）が投げたサイコロによって「アルファベット順」にくじを引いて決定した。
前年度でネタ途中に17時に流れる防災行政無線の「夕焼小焼」が流れるというトラブルがあったことを踏まえ、今年度は進行を一時中断することで対処された。また、最終16組目のさや香が狂気じみたネタを披露し、ネット上で大きな話題となった。
総投票数は292万9959票。前年度とは異なり全組が舞台下で待機し、敗者復活戦組の「笑神籤」が引かれた直後に順位が発表され、上位3組のみが舞台へ上がる形となった。投票の結果、金属バット、ハライチ、男性ブランコが上位3組に名を連ね、40万1909票を獲得したハライチが決勝戦に進出した。

### 決勝戦（大会の流れ）
12月19日にテレビ朝日にて開催。司会は15大会連続の今田耕司と、10大会連続の上戸彩。
審査員は4年連続でオール巨人、富澤たけし、塙宣之、立川志らく、礼二、松本人志、上沼恵美子の7名が務めた。前年度でアクリルボードを設置した影響で漫才が少し聞こえづらいという事態が起きたため、対策としてアクリルボードを首元までとし、さらに観客席に近い巨人、富澤、塙はイヤホンを付けて漫才を聞くように変更された。
ファーストラウンドの出番順を決める「笑神籤（えみくじ）」を引き演者を発表する役割には、この年に行われた東京オリンピックの金メダリストから水谷隼（1・3・5・7・9組目）と阿部詩（2・4・6・8組目）が招かれた。笑神籤による抽選の結果、モグライダー、ランジャタイ、ゆにばーす、ハライチ（敗者復活組）、真空ジェシカ、オズワルド、ロングコートダディ、錦鯉、インディアンス、ももの順でネタを披露。前年度と同様、出場者は舞台裏ではなくスタンバイルームに感染対策を施した上で待機し、呼ばれた組が舞台のあるスタジオまでの通路を移動した。
敗者復活組を除く決勝進出コンビ9組の紹介VTRでは、「コンビ結成の理由」と、「M-1グランプリとは―」へのメンバー1人の返答が表記された。
| コンビ名           | コンビ結成の理由                                 | M-1グランプリとは―                   |
| ------------------ | ------------------------------------------------ | ------------------------------------ |
| モグライダー       | やっと見つけた“顔が派手なバカ”                   | 漫才そのもの（芝）                   |
| ランジャタイ       | 「君、おもしろい？」と聞き「おもしろい」と答えた | 夢舞台（伊藤）                       |
| ゆにばーす         | 試した相方候補の中で一番ウケたから               | 甲子園（川瀬）                       |
| 真空ジェシカ       | プロに行く可能性が見えた                         | 僕らが唯一、世に出られる手段（ガク） |
| オズワルド         | お笑いを辞めなさそうだったから                   | 逃げたくて逃げたくない壁（伊藤）     |
| ロングコートダディ | 組んだら「楽そう」と感じたから                   | 大お祭り（兎）                       |
| 錦鯉               | 出会った中で一番バカだったから                   | 人生を変えられるもの（長谷川）       |
| インディアンス     | きむが惚れ込んだ田渕のボケ                       | 今の僕の、ほぼ「全て」（田渕）       |
| もも               | 漫才への熱量が同じだったから                     | 芸人人生 大逆転（まもる。）          |

審査員7名による採点の結果、1位のオズワルド、同率2位の錦鯉とインディアンスが最終決戦に進出。後者2組は規定に基づき、錦鯉が2位通過、インディアンスが3位通過とされた。出番順は昨年と同様、ファーストラウンド3位→2位→1位の順に自動的に決定。最終投票では巨人がオズワルドに、上沼がインディアンスに、他の5名が錦鯉に投票。5票を獲得した錦鯉が第17代王者となった。

## 結果

### 決勝戦（結果）
| 金背景   | 1位通過、優勝      |
| 銀背景   | 2位通過            |
| 銅背景   | 3位通過            |
| 赤文字   | 審査員別の最高評点 |
| 青文字   | 審査員別の最低評点 |
| 赤太文字 | 全体の最高評点     |
| 青太文字 | 全体の最低評点     |

- 順位は最終決戦に進出したコンビは票数、それ以外のコンビはファーストラウンドの得点による順序。
  - ファーストラウンドの得点が同じ場合は、得点欄に括弧書きで高得点を付けた審査員の人数を記載。ファーストラウンド敗退コンビについては高得点を付けた審査員の人数が多い順に並べ、順位は公式サイトなどに準拠し同率とする[注 7]。
  - 最終決戦の票数が同じ場合は、ファーストラウンドの得点が高いコンビを上位とする。
- 所属事務所は出場当時、結成年の太字はラストイヤー。
- 敗者復活組はキャッチコピーが無いため、「（敗者復活組）」とする。
- 順位や得点などをまとめた表は、矢印がついたセルをクリックすると、昇順、降順、元の順の順番で並び替えられる。

| 順位 | コンビ名 所属事務所                   | No.  | 結成年 | 決勝戦進出歴             | キャッチコピー       | ファースト | ファースト    | 最終決戦 | 最終決戦 |
| 順位 | コンビ名 所属事務所                   | No.  | 結成年 | 決勝戦進出歴             | キャッチコピー       | 出番       | 得点          | 出番     | 得票     |
| ---- | ------------------------------------- | ---- | ------ | ------------------------ | -------------------- | ---------- | ------------- | -------- | -------- |
| 優勝 | 錦鯉 SMA                              | 3761 | 2012年 | 2年連続 2回目            | 50歳おバカの大冒険   | 8番        | 655点 （4名） | 2番      | 5票      |
| 2位  | オズワルド 吉本興業                   | 2372 | 2014年 | 3年連続 3回目            | シン・東京スタイル   | 6番        | 665点         | 3番      | 1票      |
| 3位  | インディアンス 吉本興業               | 3107 | 2010年 | 3年連続 3回目            | 快速ボケ特急         | 9番        | 655点 （2名） | 1番      | 1票      |
| 4位  | ロングコートダディ 吉本興業           | 4141 | 2009年 | 初進出                   | やわらかハード       | 7番        | 649点         |          |          |
| 5位  | もも 吉本興業                         | 6    | 2017年 | 初進出 ノーシード        | なにわNEWフェイス    | 10番       | 645点         |          |          |
| 6位  | 真空ジェシカ プロダクション人力舎     | 76   | 2012年 | 初進出 ノーシード        | 屈折のエリート       | 5番        | 638点 （5名） |          |          |
| 6位  | ゆにばーす 吉本興業                   | 3355 | 2013年 | 3年ぶり 3回目            | NO M-1,NO LIFE.      | 3番        | 638点 （2名） |          |          |
| 8位  | モグライダー マセキ芸能社             | 635  | 2009年 | 初進出 ノーシード        | やんちゃとぶきっちょ | 1番        | 637点         |          |          |
| 9位  | ハライチ ワタナベエンターテインメント | 2179 | 2006年 | 5年ぶり 5回目 ノーシード | （敗者復活組）       | 4番        | 636点         |          |          |
| 10位 | ランジャタイ グレープカンパニー       | 3033 | 2007年 | 初進出                   | 奇天烈の極み         | 2番        | 628点         |          |          |

| 出番順 | コンビ名           | 得点計 | 巨人 | 富澤 | 塙 | 志らく | 礼二 | 松本 | 上沼 |
| ------ | ------------------ | ------ | ---- | ---- | -- | ------ | ---- | ---- | ---- |
| 1      | モグライダー       | 637    | 91   | 93   | 92 | 89     | 90   | 89   | 93   |
| 2      | ランジャタイ       | 628    | 87   | 91   | 90 | 96     | 89   | 87   | 88   |
| 3      | ゆにばーす         | 638    | 89   | 92   | 91 | 91     | 93   | 88   | 94   |
| 4      | ハライチ           | 636    | 88   | 90   | 89 | 90     | 89   | 92   | 98   |
| 5      | 真空ジェシカ       | 638    | 90   | 89   | 92 | 94     | 94   | 90   | 89   |
| 6      | オズワルド         | 665    | 94   | 95   | 95 | 96     | 96   | 96   | 93   |
| 7      | ロングコートダディ | 649    | 89   | 90   | 93 | 95     | 95   | 91   | 96   |
| 8      | 錦鯉               | 655    | 92   | 94   | 94 | 90     | 96   | 94   | 95   |
| 9      | インディアンス     | 655    | 92   | 91   | 93 | 94     | 94   | 93   | 98   |
| 10     | もも               | 645    | 91   | 90   | 91 | 96     | 95   | 92   | 90   |

| 出番順 | コンビ名       | 得票数 | 巨人 | 富澤 | 塙 | 志らく | 礼二 | 松本 | 上沼 |
| ------ | -------------- | ------ | ---- | ---- | -- | ------ | ---- | ---- | ---- |
| 1      | インディアンス | 1      |      |      |    |        |      |      | ★    |
| 2      | 錦鯉           | 5      |      | ★    | ★  | ★      | ★    | ★    |      |
| 3      | オズワルド     | 1      | ★    |      |    |        |      |      |      |

備考
- 吉本興業以外の所属コンビが5組決勝進出した（敗者復活組を含む）。これは第2回（2002年）に並び最多タイで、事務所数の6社は過去最多である。
  - プロダクション人力舎所属のコンビ（真空ジェシカ）の決勝進出は、第1回（2001年）・第2回（2002年）のおぎやはぎ、第4回（2004年）のアンタッチャブル以来で、実に13大会ぶり（17年ぶり）である。

- 敗者復活戦を制したハライチは5回目の決勝進出となり、自身が持つ吉本興業以外での最多決勝進出回数を更新した。
- エントリーナンバーが1桁のコンビが初めて決勝進出した（もも）。
- 第14回（2018年）から4年連続で前年度トップバッターのコンビがストレートで決勝進出を決めた。
- 94点以上および個人最高評点を受けたコンビが最下位に終わったのは初めて（ランジャタイ：立川志らくの96点）。
- 上沼恵美子がハライチに付けた「98点」は今回の全体の最高評点で、8位以下につくケースは今大会が初めて。
- 全体の最低評点が過去最高の「87点」となった。
- 史上初めて「決勝進出経験あり、最終決戦初進出」の3組での最終決戦となった。
- 最終審査結果の発表前に挿入されたVTRで、ファーストラウンドのロングコートダディの映像が抜けているミスがあった。
- 錦鯉・長谷川雅紀（50歳）が史上初となる50代での決勝進出および優勝を果たした。また、芸歴26年は決勝進出者および優勝者として最長芸歴である。
  - 相方の渡辺隆（43歳）も史上初の40代での優勝となり、コンビでとろサーモンの2人（当時38歳）が持っていた優勝の最年長記録を更新した。
  - 第7回（2007年）のサンドウィッチマン以来、実に10大会ぶり（14年ぶり）に吉本興業以外の所属コンビが優勝した。
    - 錦鯉の優勝により、SMAが吉本興業以外で初めて『M-1グランプリ』、『キングオブコント』、『R-1ぐらんぷり』の3つの大会全てを制覇した事務所となった。

- 最終決戦で審査員7人の票が5-1-1に割れたのは史上初。

### 敗者復活戦（結果）
- コンビ名、所属事務所は出場当時、結成年の太字はラストイヤー、金背景は決勝戦進出者。

| 順位 | コンビ名         | 所属事務所                   | No.  | 結成年 | 出番 | 票数       |
| ---- | ---------------- | ---------------------------- | ---- | ------ | ---- | ---------- |
| 1位  | ハライチ         | ワタナベエンターテインメント | 2179 | 2006年 | 5番  | 40万1909票 |
| 2位  | 金属バット       | 吉本興業                     | 2460 | 2007年 | 14番 | 37万6458票 |
| 3位  | 男性ブランコ     | 吉本興業                     | 1219 | 2011年 | 12番 | 34万5898票 |
| 4位  | 見取り図         | 吉本興業                     | 4000 | 2007年 | 4番  |            |
| 5位  | 東京ホテイソン   | グレープカンパニー           | 3914 | 2015年 | 13番 |            |
| 6位  | マユリカ         | 吉本興業                     | 4284 | 2011年 | 6番  |            |
| 7位  | アインシュタイン | 吉本興業                     | 3582 | 2011年 | 2番  |            |
| 8位  | ニューヨーク     | 吉本興業                     | 3980 | 2010年 | 11番 |            |
| 9位  | からし蓮根       | 吉本興業                     | 3027 | 2013年 | 15番 |            |
| 10位 | ヨネダ2000       | 吉本興業                     | 901  | 2020年 | 7番  |            |
| 11位 | アルコ&ピース    | 太田プロダクション           | 2291 | 2006年 | 9番  |            |
| 12位 | さや香           | 吉本興業                     | 1942 | 2014年 | 16番 |            |
| 13位 | ヘンダーソン     | 吉本興業                     | 2612 | 2008年 | 8番  |            |
| 14位 | ダイタク         | 吉本興業                     | 811  | 2009年 | 3番  |            |
| 15位 | カベポスター     | 吉本興業                     | 3026 | 2014年 | 10番 |            |
| 16位 | キュウ           | タイタン                     | 4379 | 2013年 | 1番  |            |

## 社会的反応
敗者復活戦で爆発音（4分30秒）を超えてネタを披露したハライチが復活し、決勝戦でも5分30秒に渡ってネタを続けたことがインターネット上で物議を醸した。
大会終了後、オール巨人は自身のブログにて、この年を最後に上沼恵美子と共に審査員を卒業することを決めたことを発表、上沼もラジオで巨人と共に審査員を辞める旨の発言をした。

## DVD
2022年6月8日によしもとミュージックから発売された。タイトルは『M-1グランプリ2021 大漫才時代～人生、変えてくれ～』。
敗者復活戦は著作権の都合により、ヨネダ2000のネタが完全カットされている。

## スタッフ
個別記事のある人物・会社のみ記載し、所属先は省略する。
- 構成：倉本美津留、前田政二、石原健次
- 予選審査員：遠藤敬、大井洋一、里村仁志、下田雄大、友野英俊、ハスミマサオ、長谷川朝二、堀由史、諸岡立身、やまだともカズ
- ナレーション：畑中ふう、アラン・J、Sayoko Kamei
- ABC本社 Gサブ
  - P：山田敬文
- デジタル：佐々木匡哉
- 営業：竹野康治郎
- WEB企画協力：GYAO!
- 協力：よしもとブロードエンタテインメント、tv asahi create、森ビル、アイネックス、テイクシステムズ、テルミック、共立、tv asahi service、三交社、俳優座劇場、VALSE inc.、つむら工芸、テレフィット、TOKYO TOWER、ハリウッド美容専門学校、イングス、戯音工房
- 映像提供：読売テレビ
- 協力：テレビ朝日
- 制作：朝日放送テレビ、吉本興業

## 関連番組
朝日放送テレビ（ABCテレビ）では、決勝前週の12月12日に12:55 - 13:55の放送枠でテレビ朝日系列全国ネットでの事前特別番組『超お宝映像で振り返るM-1ランキング』を放送。
2017年から始まった生配信番組『M-1打ち上げ by ストロングゼロ』では、例年は千鳥が幹事（司会）を務めているが、今回のみかまいたちが就任した。